# Río Soliónaya Kuba
El río Soliónaya Kuba (del ruso: Солёная Куба) es un río de la región de Transvolga, en Rusia, afluente por la izquierda del río Yeruslán, un tributario del Volga.
Discurre por los óblasts de Sarátov y Volgogrado. Tiene una longitud de 88 km. Nace sobre la divisoria de aguas entre el Yeruslán y el Mali Uzen, cerca de la aldea de Zaprudnogo. Desemboca en el Yeruslán cerca de la aldea de Valuyevka